# African American Civil War Memorial
Het African American Civil War Memorial is een oorlogsmonument op de hoek van Vermont Avenue en U Street NW in de Amerikaanse hoofdstad Washington. Het monument huldigt de dienst van 209.145 Afrikaans-Amerikaanse soldaten en matrozen die vochten voor de Unie in de Amerikaanse Burgeroorlog. Het monument ligt aan de oostelijke ingang van metrostation U St/African-Amer Civil War Memorial/Cardozo (Washington Metro, groene lijn).
Het gedenkmonument werd ontwikkeld door het African American Civil War Memorial Freedom Foundation and Museum. Het standbeeld, dat werd ontworpen door Ed Hamilton uit Louisville, Kentucky, stelt zwarte soldaten en een matroos voor. Het werd ingehuldigd op 18 juli 1998 en overgedragen aan de National Park Service op 27 oktober 2004, en wordt nu beheerd door de National Mall and Memorial Parks. Het is het eerste grote kunstwerk van een zwarte beeldhouwer dat geplaatst werd op federaal land te Washington D.C.
Het museum, twee blokken ten westen van het memorial in de historische buurt Shaw, werd in januari 1999 voor het publiek geopend. Doel van het museum is de bezoekers, onderzoekers en afstammelingen van de United States Coloured Troops (USCT) te ontvangen om hen de geschiedenis van de strijd voor de vrijheid van de Afro-Amerikanen beter te helpen vatten.